# Columnea skogii
Columnea skogii är en tvåhjärtbladig växtart som beskrevs av M. Amaya. Columnea skogii ingår i släktet Columnea och familjen Gesneriaceae. Inga underarter finns listade i Catalogue of Life.